# الأخوان ميراندا
الأخوان ميراندا (بالإنجليزية: The Miranda Brothers)‏ هو فيلم درامي رياضي هندي باللغة الهندية صدر عام 2024، من تأليف وإخراج سنجاي غوبتا. تم إنتاجه تحت شعار شركة وايت فيذرز فيلمز، ويشارك في بطولته كل من هارشافاردان راني وميزان جافري. عُرض الفيلم لأول مرة على منصة Jio Cinema في 25 أكتوبر 2024.

## وصلات خارجية
- الأخوان ميراندا على موقع IMDb (الإنجليزية)
- الأخوان ميراندا على موقع قاعدة بيانات الفيلم (الإنجليزية)